# Кругловка (Озерський міський округ)
Кругловка (рос. Кругловка) — селище Озерського міського округу, Калінінградської області Росії. Входить до складу Гавриловського сільського поселення.
Населення —  45 осіб (2015 рік). 

## Населення
| 2002 | 2010 |
| ---- | ---- |
| 41   | ↗45  |